# Nematopodius luzonensis
Nematopodius luzonensis är en stekelart som först beskrevs av Joseph Augustine Cushman 1922.  Nematopodius luzonensis ingår i släktet Nematopodius och familjen brokparasitsteklar. Inga underarter finns listade i Catalogue of Life.